# Simone Scattolin
Simone Scattolin (1º ottobre 1976) è un copilota di rally italiano, vincitore dell'International Rally Cup nel 2011; dal 2020 gareggia in coppia con Alberto Battistolli.

## Carriera
Scattolin è uno storico co-pilota italiano, con una carriera che abbraccia un quarto di secolo e quasi cento partecipazioni al Campionato del mondo rally: manifestazione nella quale esordisce nel 2000, in occasione del Tour de Corse, concluso in quarantanovesima posizione. Parallelamente al mondiale gareggia regolarmente nel Campionato Italiano Rally nel quale, pur non vincendo il titolo consegue numerose vittorie. Nel 2007, con Renato Travaglia alla guida, vince il Rallye d'Antibes - Côte d'Azur, prova valevole per il Campionato europeo rally.
Nel 2011 conclude al primo posto nella classifica co-piloti dell'International Rally Cup; mentre nel 2016, in occasione del Rally del Messico con Lorenzo Bertelli alla guida, conquista i primi punti iridati nel WRC. Risultati più consistenti arrivano dalle categorie WRC-Junior, WRC3 e WRC2; in quest'ultima in particolare arriva la vittoria al Tour de Corse 2019 con Fabio Andolfi alla guida.

## Vittorie nei rally

### WRC-2
| # | Anno | Evento        | Pilota        | Auto           |
| - | ---- | ------------- | ------------- | -------------- |
| 1 | 2019 | Tour de Corse | Fabio Andolfi | Škoda Fabia R5 |

### Altri rally
| #  | Stagione | Campionato                         | Evento                         | Pilota              | Auto                           |
| -- | -------- | ---------------------------------- | ------------------------------ | ------------------- | ------------------------------ |
| 1  | 2002     | Nazionale Zona 4                   | Rally Monte Avena              | Christian Chemin    | Fiat Punto S1600               |
| 2  | 2003     | Nazionale Zona 4                   | Rally Monte Avena              | Christian Chemin    | Fiat Punto S1600               |
| 3  | 2007     | Campionato europeo rally           | Rallye d'Antibes - Côte d'Azur | Renato Travaglia    | Fiat Abarth Grande Punto S2000 |
| 4  | 2010     | Campionato italiano Nazionale      | Rally di Adria                 | Emanuele Zecchin    | Peugeot 207 S2000              |
| 5  | 2015     | Coppa di Francia                   | Rallye National de l'Escarène  | Fabio Andolfi       | Renault Clio R3                |
| 6  | 2017     | Campionato italiano Nazionale      | Tuscan Rewind - TER            | Lorenzo Bertelli    | Ford Fiesta RS WRC             |
| 7  | 2019     | Campionato italiano Ronde          | Ronde della Val Merula         | Fabio Andolfi       | Škoda Fabia R5                 |
| 8  | 2019     | Nazionale Zona 4                   | Rally Città di Scorzè          | Fabio Andolfi       | Škoda Fabia R5                 |
| 9  | 2021     | Campionato italiano terra          | Liburna Rally Terra            | Alberto Battistolli | Škoda Fabia Rally2 evo         |
| 10 | 2021     | Campionato italiano terra storico  | Rally del Brunello             | Alberto Battistolli | Lancia 037 Rally               |
| 11 | 2022     | TER                                | Rally Terra Valle del Tevere   | Alberto Battistolli | Škoda Fabia Rally2 evo         |
| 12 | 2022     | Campionato italiano terra          | Rally delle Marche             | Alberto Battistolli | Škoda Fabia Rally2 evo         |
| 13 | 2022     | Campionato italiano terra storico  | Rally del Brunello - Storico   | Alberto Battistolli | Lancia 037 Rally               |
| 14 | 2023     | Raceday Ronde Terra                | Rally Città di Foligno         | Alberto Battistolli | Škoda Fabia Rally2 evo         |
| 15 | 2023     | Campionato italiano Nazionale      | Rally Team 971                 | Giandomenico Basso  | Škoda Fabia Rally2 evo         |
| 16 | 2023     | Nazionale Zona 3                   | Rally della Marca              | Alberto Battistolli | Škoda Fabia RS Rally2          |
| 17 | 2023     | Campionato italiano internazionale | Rally del Brunello             | Lorenzo Bertelli    | Toyota GR Yaris Rally1 Hybrid  |
| 18 | 2025     | CIRT                               | Rally dell'Adriatico           | Alberto Battistolli | Škoda Fabia RS Rally2          |

## Risultati nel mondiale rally

### WRC
| 2000 | Scuderia | Vettura                 |  |  |  |  |  |  |  |  |  |  |    |  |  |  |  |  | Punti | Pos. |
| ---- | -------- | ----------------------- |  |  |  |  |  |  |  |  |  |  | -- |  |  |  |  |  | ----- | ---- |
| 2000 |          | Mitsubishi Lancer Evo V |  |  |  |  |  |  |  |  |  |  | 49 |  |  |  |  |  | 0     |      |

| 2001 | Scuderia             | Vettura                                                    |  |  |  |    |  |  |     |  |  |  |     |    |  |    |  |  | Punti | Pos. |
| ---- | -------------------- | ---------------------------------------------------------- |  |  |  | -- |  |  | --- |  |  |  | --- | -- |  | -- |  |  | ----- | ---- |
| 2001 | Hawk Racing Club Srl | Mitsubishi Lancer Evo VI Fiat Punto S1600 Opel Astra G OPC |  |  |  | 32 |  |  | Rit |  |  |  | Rit | 40 |  | 43 |  |  | 0     |      |

| 2002 | Scuderia | Vettura          |     |  |  |    |  |  |     |  |  |    |     |  |  |     |  |  | Punti | Pos. |
| ---- | -------- | ---------------- | --- |  |  | -- |  |  | --- |  |  | -- | --- |  |  | --- |  |  | ----- | ---- |
| 2002 |          | Fiat Punto S1600 | Rit |  |  | SQ |  |  | Rit |  |  | 23 | Rit |  |  | Rit |  |  | 0     |      |

| 2005 | Scuderia | Vettura                              |  |  |  |  |     |  |  |  |  |  |  |     |  |  |  |  | Punti | Pos. |
| ---- | -------- | ------------------------------------ |  |  |  |  | --- |  |  |  |  |  |  | --- |  |  |  |  | ----- | ---- |
| 2005 |          | Subaru Impreza GDB Fiat Stilo Abarth |  |  |  |  | Rit |  |  |  |  |  |  | Rit |  |  |  |  | 0     |      |

| 2006 | Scuderia | Vettura                               |  |    |  |    |    |  |    |  |    |    |  |  |  |  |  |    | Punti | Pos. |
| ---- | -------- | ------------------------------------- |  | -- |  | -- | -- |  | -- |  | -- | -- |  |  |  |  |  | -- | ----- | ---- |
| 2006 | TRT srl  | Toyota Corolla WRC Ford Fiesta Mk5 ST |  | 43 |  | 45 | 35 |  | 38 |  | 32 | 49 |  |  |  |  |  | 72 | 0     |      |

| 2007 | Scuderia                                         | Vettura |  |    |    |     |     |     |     |    |    |  |    |    |    |  |  |    | Punti | Pos. |
| ---- | ------------------------------------------------ | --- |  | -- | -- | --- | --- | --- | --- | -- | -- |  | -- | -- | -- |  |  | -- | ----- | ---- |
| 2007 | Motoring Club TRT srl Stobart VK Ford Rally Team | Mitsubishi Lancer Evo IX Ford Fiesta S1600 Subaru Impreza WRX STi Suzuki Ignis S1600 Renault Clio R3 Ford Focus RS WRC '06 |  | 29 | 45 | Rit | Rit | Rit | Rit | 30 | 32 |  | 25 | 39 | 11 |  |  | 17 | 0     |      |

| 2008 | Scuderia              | Vettura                                  |  |    |  |  |     |    |  |  |     |    |  |    |     |  |  |  | Punti | Pos. |
| ---- | --------------------- | ---------------------------------------- |  | -- |  |  | --- | -- |  |  | --- | -- |  | -- | --- |  |  |  | ----- | ---- |
| 2008 | Motoring Club TRT srl | Mitsubishi Lancer Evo IX Renault Clio R3 |  | 28 |  |  | Rit | 17 |  |  | Rit | 25 |  | 17 | Rit |  |  |  | 0     |      |

| 2009 | Scuderia | Vettura                            |  |  |  |    |    |    |  |  |  |  |  |  |  |  |  |  | Punti | Pos. |
| ---- | -------- | ---------------------------------- |  |  |  | -- | -- | -- |  |  |  |  |  |  |  |  |  |  | ----- | ---- |
| 2009 | TRT srl  | Renault Clio R3 Renault Clio S1600 |  |  |  | 34 | 17 | 20 |  |  |  |  |  |  |  |  |  |  | 0     |      |

| 2010 | Scuderia             | Vettura                  |  |  |  |  |  |  |  |  |  |  |     |  |  |  |  |  | Punti | Pos. |
| ---- | -------------------- | ------------------------ |  |  |  |  |  |  |  |  |  |  | --- |  |  |  |  |  | ----- | ---- |
| 2010 | Hawk Racing Club Srl | Mitsubishi Lancer Evo IX |  |  |  |  |  |  |  |  |  |  | Rit |  |  |  |  |  | 0     |      |

| 2013 | Scuderia | Vettura                                        |  |  |  |  |  |  |    |  |  |  |  |  |    |  |  |  | Punti | Pos. |
| ---- | -------- | ---------------------------------------------- |  |  |  |  |  |  | -- |  |  |  |  |  | -- |  |  |  | ----- | ---- |
| 2013 |          | Mitsubishi Lancer Evo IX Subaru Impreza STi R4 |  |  |  |  |  |  | 26 |  |  |  |  |  | 25 |  |  |  | 0     |      |

| 2014 | Scuderia | Vettura                                                          |  |    |  |  |  |     |  |  |  |    |  |  |  |  |  |  | Punti | Pos. |
| ---- | -------- | ---------------------------------------------------------------- |  | -- |  |  |  | --- |  |  |  | -- |  |  |  |  |  |  | ----- | ---- |
| 2014 |          | Peugeot 207 S2000 Subaru Impreza STi R4 Mitsubishi Lancer Evo IX |  | 22 |  |  |  | Rit |  |  |  | 18 |  |  |  |  |  |  | 0     |      |

| 2015 | Scuderia        | Vettura        |  |  |  |  |    |    |    |     |  |  |  |    |    |  |  |  | Punti | Pos. |
| ---- | --------------- | -------------- |  |  |  |  | -- | -- | -- | --- |  |  |  | -- | -- |  |  |  | ----- | ---- |
| 2015 | ACI Team Italia | Peugeot 208 R2 |  |  |  |  | 47 | 38 | 36 | Rit |  |  |  | 20 | 26 |  |  |  | 0     |      |

| 2016 | Scuderia    | Vettura            |     |     |   |    |  |     |    |     |  |    |    |    |    |  |  |  | Punti | Pos. |
| ---- | ----------- | ------------------ | --- | --- | - | -- |  | --- | -- | --- |  | -- | -- | -- | -- |  |  |  | ----- | ---- |
| 2016 | FWRT s.r.l. | Ford Fiesta RS WRC | Rit | Rit | 8 | 12 |  | Rit | 12 | Rit |  | 17 | 11 | 15 | 10 |  |  |  | 5     | 22º  |

| 2017 | Scuderia                                                             | Vettura                                                          |     |     |    |  |     |  |  |  |  |  |    |    |  |  |  |  | Punti | Pos. |
| ---- | -------------------------------------------------------------------- | ---------------------------------------------------------------- | --- | --- | -- |  | --- |  |  |  |  |  | -- | -- |  |  |  |  | ----- | ---- |
| 2017 | BRC Racing Team FWRT s.r.l. M-Sport World Rally Team ACI Team Italia | Ford Fiesta R5 Ford Fiesta RS WRC Ford Fiesta WRC Hyundai i20 R5 | Rit | Rit | 16 |  | Rit |  |  |  |  |  | 43 | 24 |  |  |  |  | 0     |      |

| 2018 | Scuderia        | Vettura        |  |  |  |    |  |    |    |  |  |  |  |    |  |  |  |  | Punti | Pos. |
| ---- | --------------- | -------------- |  |  |  | -- |  | -- | -- |  |  |  |  | -- |  |  |  |  | ----- | ---- |
| 2018 | ACI Team Italia | Škoda Fabia R5 |  |  |  | 11 |  | 30 | 15 |  |  |  |  | 19 |  |  |  |  | 0     |      |

| 2019 | Scuderia         | Vettura                                          |  |    |  |    |  |    |     |    |  |     |  |  |  |  |  |  | Punti | Pos. |
| ---- | ---------------- | ------------------------------------------------ |  | -- |  | -- |  | -- | --- | -- |  | --- |  |  |  |  |  |  | ----- | ---- |
| 2019 | M-Sport Ford WRT | Ford Fiesta WRC Škoda Fabia R5 Ford Fiesta R2T19 |  | 20 |  | 11 |  | 13 | Rit | 37 |  | Rit |  |  |  |  |  |  | 0     |      |

| 2020 | Scuderia | Vettura                               |  |  |  |  |  |    |    |  |  |  |  |  |  |  |  |  | Punti | Pos. |
| ---- | -------- | ------------------------------------- |  |  |  |  |  | -- | -- |  |  |  |  |  |  |  |  |  | ----- | ---- |
| 2020 |          | Škoda Fabia Rally2 evo Hyundai i20 R5 |  |  |  |  |  | 21 | 61 |  |  |  |  |  |  |  |  |  | 0     |      |

| 2021 | Scuderia         | Vettura                                |  |    |  |  |     |    |  |  |  |  |  |  |  |  |  |  | Punti | Pos. |
| ---- | ---------------- | -------------------------------------- |  | -- |  |  | --- | -- |  |  |  |  |  |  |  |  |  |  | ----- | ---- |
| 2021 | M-Sport Ford WRT | Ford Fiesta WRC Škoda Fabia Rally2 evo |  | 51 |  |  | Rit | 11 |  |  |  |  |  |  |  |  |  |  | 0     |      |

| 2023 | Scuderia                | Vettura                       |  |    |  |  |  |  |  |  |  |  |  |  |  |  |  |  | Punti | Pos. |
| ---- | ----------------------- | ----------------------------- |  | -- |  |  |  |  |  |  |  |  |  |  |  |  |  |  | ----- | ---- |
| 2023 | Toyota Gazoo Racing WRT | Toyota GR Yaris Rally1 Hybrid |  | 14 |  |  |  |  |  |  |  |  |  |  |  |  |  |  | 0     |      |

| 2024 | Scuderia                | Vettura                                             |  |    |  |  |  |  |  |     |  |  |  |  |  |  |  |  | Punti | Pos. |
| ---- | ----------------------- | --------------------------------------------------- |  | -- |  |  |  |  |  | --- |  |  |  |  |  |  |  |  | ----- | ---- |
| 2024 | Toyota Gazoo Racing WRT | Toyota GR Yaris Rally1 Hybrid Škoda Fabia RS Rally2 |  | 10 |  |  |  |  |  | Rit |  |  |  |  |  |  |  |  | 0     |      |

| 2025 | Scuderia                | Vettura                |  |    |  |  |  |  |  |  |  |  |  |  |  |  |  |  | Punti | Pos. |
| ---- | ----------------------- | ---------------------- |  | -- |  |  |  |  |  |  |  |  |  |  |  |  |  |  | ----- | ---- |
| 2025 | Toyota Gazoo Racing WRT | Toyota GR Yaris Rally1 |  | NP |  |  |  |  |  |  |  |  |  |  |  |  |  |  | 0     |      |

| Legenda | 1º posto | 2º posto | 3º posto | A punti | Senza punti | Ritirato | Squalificato | NP=Non partito C=Gara cancellata | Apice=Power stage |

### WRC-2
| 2017 | Scuderia                        | Vettura                       |     |  |  |  |  |  |  |  |  |  |    |    |  |  |  |  | Punti         | Pos. |
| ---- | ------------------------------- | ----------------------------- | --- |  |  |  |  |  |  |  |  |  | -- | -- |  |  |  |  | ------------- | ---- |
| 2017 | BRC Racing Team ACI Team Italia | Ford Fiesta R5 Hyundai i20 R5 | Rit |  |  |  |  |  |  |  |  |  | 12 | 10 |  |  |  |  | [ 15 ] [ 13 ] |      |

| 2018 | Scuderia        | Vettura        |  |  |  |   |  |    |   |  |  |  |  |   |  |  |  |  | Punti  | Pos. |
| ---- | --------------- | -------------- |  |  |  | - |  | -- | - |  |  |  |  | - |  |  |  |  | ------ | ---- |
| 2018 | ACI Team Italia | Škoda Fabia R5 |  |  |  | 3 |  | 15 | 4 |  |  |  |  | 8 |  |  |  |  | [ 13 ] |      |

| 2019 | Scuderia | Vettura        |  |  |  |   |  |  |  |   |  |     |  |  |  |  |  |  | Punti | Pos. |
| ---- | -------- | -------------- |  |  |  | - |  |  |  | - |  | --- |  |  |  |  |  |  | ----- | ---- |
| 2019 |          | Škoda Fabia R5 |  |  |  | 1 |  |  |  | 7 |  | Rit |  |  |  |  |  |  | 31    | 14º  |

| Legenda | 1º posto | 2º posto | 3º posto | A punti | Senza punti | Ritirato | Squalificato | NP=Non partito C=Gara cancellata | Apice=Power stage |

### Gruppo N/PWRC/WRC-3
| 2000 | Scuderia | Vettura                 |  |  |  |  |  |  |  |  |  |  |    |  |  |  |  |  | Punti | Pos. |
| ---- | -------- | ----------------------- |  |  |  |  |  |  |  |  |  |  | -- |  |  |  |  |  | ----- | ---- |
| 2000 |          | Mitsubishi Lancer Evo V |  |  |  |  |  |  |  |  |  |  | 25 |  |  |  |  |  | 0     |      |

| 2001 | Scuderia | Vettura                                   |  |  |  |    |  |  |     |  |  |  |  |    |  |  |  |  | Punti | Pos. |
| ---- | -------- | ----------------------------------------- |  |  |  | -- |  |  | --- |  |  |  |  | -- |  |  |  |  | ----- | ---- |
| 2001 |          | Mitsubishi Lancer Evo VI Opel Astra G OPC |  |  |  | 10 |  |  | Rit |  |  |  |  | 13 |  |  |  |  | 0     |      |

| 2007 | Scuderia      | Vettura                                         |  |   |  |     |  |     |  |    |  |  |   |  |  |  |  |   | Punti              | Pos. |
| ---- | ------------- | ----------------------------------------------- |  | - |  | --- |  | --- |  | -- |  |  | - |  |  |  |  | - | ------------------ | ---- |
| 2007 | Motoring Club | Mitsubishi Lancer Evo IX Subaru Impreza WRX STi |  | 8 |  | Rit |  | Rit |  | 13 |  |  | 9 |  |  |  |  | 4 | [ 6 ] [ 9 ] [ 11 ] |      |

| 2008 | Scuderia      | Vettura                  |  |    |  |  |  |  |  |  |  |  |  |  |  |  |  |  | Punti | Pos. |
| ---- | ------------- | ------------------------ |  | -- |  |  |  |  |  |  |  |  |  |  |  |  |  |  | ----- | ---- |
| 2008 | Motoring Club | Mitsubishi Lancer Evo IX |  | 12 |  |  |  |  |  |  |  |  |  |  |  |  |  |  | 0     |      |

| 2010 | Scuderia             | Vettura                  |  |  |  |  |  |  |  |  |  |  |     |  |  |  |  |  | Punti | Pos. |
| ---- | -------------------- | ------------------------ |  |  |  |  |  |  |  |  |  |  | --- |  |  |  |  |  | ----- | ---- |
| 2010 | Hawk Racing Club Srl | Mitsubishi Lancer Evo IX |  |  |  |  |  |  |  |  |  |  | Rit |  |  |  |  |  | 0     |      |

| 2015 | Scuderia        | Vettura        |  |  |  |  |    |   |   |     |  |  |  |   |   |  |  |  | Punti  | Pos. |
| ---- | --------------- | -------------- |  |  |  |  | -- | - | - | --- |  |  |  | - | - |  |  |  | ------ | ---- |
| 2015 | ACI Team Italia | Peugeot 208 R2 |  |  |  |  | 10 | 3 | 5 | Rit |  |  |  | 3 | 2 |  |  |  | [ 13 ] |      |

| 2020 | Scuderia | Vettura                |  |  |  |  |  |   |  |  |  |  |  |  |  |  |  |  | Punti | Pos. |
| ---- | -------- | ---------------------- |  |  |  |  |  | - |  |  |  |  |  |  |  |  |  |  | ----- | ---- |
| 2020 |          | Škoda Fabia Rally2 evo |  |  |  |  |  | 7 |  |  |  |  |  |  |  |  |  |  | 6     | 26º  |

| 2021 | Scuderia | Vettura                |  |  |  |  |     |  |  |  |  |  |  |  |  |  |  |  | Punti | Pos. |
| ---- | -------- | ---------------------- |  |  |  |  | --- |  |  |  |  |  |  |  |  |  |  |  | ----- | ---- |
| 2021 |          | Škoda Fabia Rally2 evo |  |  |  |  | Rit |  |  |  |  |  |  |  |  |  |  |  | 0     |      |

| Legenda | 1º posto | 2º posto | 3º posto | A punti | Senza punti | Ritirato | Squalificato | NP=Non partito C=Gara cancellata | Apice=Power stage |

### Junior WRC
| 2002 | Scuderia | Vettura          |     |  |  |    |  |  |     |  |  |   |     |  |  |     |  |  | Punti | Pos. |
| ---- | -------- | ---------------- | --- |  |  | -- |  |  | --- |  |  | - | --- |  |  | --- |  |  | ----- | ---- |
| 2002 |          | Fiat Punto S1600 | Rit |  |  | SQ |  |  | Rit |  |  | 8 | Rit |  |  | Rit |  |  | 0     |      |

| 2007 | Scuderia | Vettura                                              |  |  |   |  |     |  |     |  |   |  |  |   |  |  |  |  | Punti | Pos. |
| ---- | -------- | ---------------------------------------------------- |  |  | - |  | --- |  | --- |  | - |  |  | - |  |  |  |  | ----- | ---- |
| 2007 | TRT srl  | Ford Fiesta S1600 Suzuki Ignis S1600 Renault Clio R3 |  |  | 9 |  | Rit |  | Rit |  | 7 |  |  | 9 |  |  |  |  | [ 9 ] |      |

| 2008 | Scuderia | Vettura         |  |  |  |  |     |   |  |  |     |   |  |   |     |  |  |  | Punti | Pos. |
| ---- | -------- | --------------- |  |  |  |  | --- | - |  |  | --- | - |  | - | --- |  |  |  | ----- | ---- |
| 2008 | TRT srl  | Renault Clio R3 |  |  |  |  | Rit | 2 |  |  | Rit | 3 |  | 2 | Rit |  |  |  | [ 9 ] |      |

| 2009 | Scuderia | Vettura                            |  |  |  |   |   |   |  |  |  |  |  |  |  |  |  |  | Punti | Pos. |
| ---- | -------- | ---------------------------------- |  |  |  | - | - | - |  |  |  |  |  |  |  |  |  |  | ----- | ---- |
| 2009 | TRT srl  | Renault Clio R3 Renault Clio S1600 |  |  |  | 5 | 3 | 5 |  |  |  |  |  |  |  |  |  |  | [ 9 ] |      |

| Legenda | 1º posto | 2º posto | 3º posto | A punti | Senza punti | Ritirato | Squalificato | NP=Non partito C=Gara cancellata | Apice=Power stage |

### WRC Trophy
| 2017 | Scuderia    | Vettura            |  |     |  |  |  |  |  |  |  |  |  |  |  |  |  |  | Punti | Pos. |
| ---- | ----------- | ------------------ |  | --- |  |  |  |  |  |  |  |  |  |  |  |  |  |  | ----- | ---- |
| 2017 | FWRT s.r.l. | Ford Fiesta RS WRC |  | Rit |  |  |  |  |  |  |  |  |  |  |  |  |  |  | 0     |      |

| Legenda | 1º posto | 2º posto | 3º posto | A punti | Senza punti | Ritirato | Squalificato | NP=Non partito C=Gara cancellata | Apice=Power stage |